# 45 anni
45 anni (45 Years) è un film del 2015 scritto e diretto da Andrew Haigh.
Il film ha come protagonisti Charlotte Rampling e Tom Courtenay, che hanno vinto l'Orso d'argento per la migliore interpretazione femminile e maschile al Festival di Berlino 2015.

## Trama
I coniugi Kate e Geoff Mercer sono sposati da 45 anni e si apprestano a festeggiare il loro anniversario con una grande festa. Mentre i preparativi fervono, una lettera destinata al signor Mercer sconvolge le loro vite. Il corpo di Katia, la precedente compagna di Geoff incinta del suo futuro figlio, morta in un incidente di montagna oltre cinquant'anni prima, è stato ritrovato perfettamente conservato in un ghiacciaio delle Alpi svizzere.
Geoff è sconvolto e Kate viene messa a conoscenza solo ora di questa storia. Nei pochi giorni che separano dalla celebrazione del loro anniversario Kate capirà l'importanza di quella relazione per il marito, restandone profondamente turbata. All'anniversario Geoff dimostrerà tutto il suo amore per Kate, anche pubblicamente, ma lei ha ormai preso coscienza del fatto che il marito ha vissuto sempre nel ricordo della sua amata Katia, consapevolezza che le dà la sgradevole sensazione di essere stata per quarantacinque anni una sorta di inconsapevole sostituta.

## Distribuzione
Il film è stato presentato in anteprima e in concorso al Festival di Berlino il 6 febbraio 2015 e distribuito nelle sale cinematografiche britanniche dal 28 agosto 2015. In Italia, distribuito da Teodora Film, è uscito il 5 novembre 2015.

## Riconoscimenti
- 2016 - Premio Oscar
  - Candidatura a Miglior attrice protagonista a Charlotte Rampling
- 2015 - European Film Awards
  - Miglior attrice a Charlotte Rampling
  - Candidatura a Miglior attore a Tom Courtenay
  - Candidatura a Miglior sceneggiatura a Andrew Haigh
- 2016 - British Academy Film Awards
  - Candidatura per il Miglior film britannico
- 2015 - Festival di Berlino
  - Migliore interpretazione femminile a Charlotte Rampling
  - Migliore interpretazione maschile a Tom Courtenay
  - Candidato all'Orso d'oro a Andrew Haigh
- 2016 - David di Donatello
  - Candidatura a Miglior film dell'Unione europea a Andrew Haigh
- 2015 - Edinburgh International Festival
  - Miglior interpretazione in un film britannico a Charlotte Rampling
  - Michael Powell Award per il miglior film britannico a Andrew Haigh
- 2015 - British Independent Film Awards
  - Candidatura a Miglior film
  - Candidatura a Miglior regista a Andrew Haigh
  - Candidatura a Miglior sceneggiatura a Andrew Haigh
  - Candidatura a Miglior attrice a Charlotte Rampling
  - Candidatura a Miglior attore a Tom Courtenay
  - Candidatura a Miglior produzione a Triston Goligher